# Altocumulus
Altocumulus (abreviere Ac) este un gen de nori de altitudine medie care sunt grupați în bancuri, pături, grămezi sau șiruri de culoare albă sau gri. Norii altocumulus sunt constituiți, în general, din picături de apă, dar uneori pot conține și cristale de gheață. Nu dau precipitații.

## Specii
- Altocumulus stratiformis (Ac str) - nori de altitudine medie care se prezintă sub formă de pânză cumuliformă.
- Altocumulus lenticularis (Ac len) - nori de altitudine medie care se prezintă sub formă de lentile alungite.
- Altocumulus castellanus (Ac cas) - nori de altitudine medie care se prezintă sub formă de creneluri.
- Altocumulus floccus (Ac flo) - nori de altitudine medie care se prezintă sub formă de pâlcuri.

### Varietăți
- Funcție de opacitate, dar acestea sunt asociate doar cu specia altocumulus stratiformis: translucidus, perlucidus, opacus.
- Funcție de formă: radiatus (doar la specia stratiformis), duplicatus, undulatus, (duplicatus și undulatus se întâlnesc doar la speciile stratiformis și lenticularis), lacunosus (la speciile stratiformis, castellanus și floccus).

#### Particularități
- Funcție de precipitații: virga.
- Nori accesori: mamma.

## Galerie foto

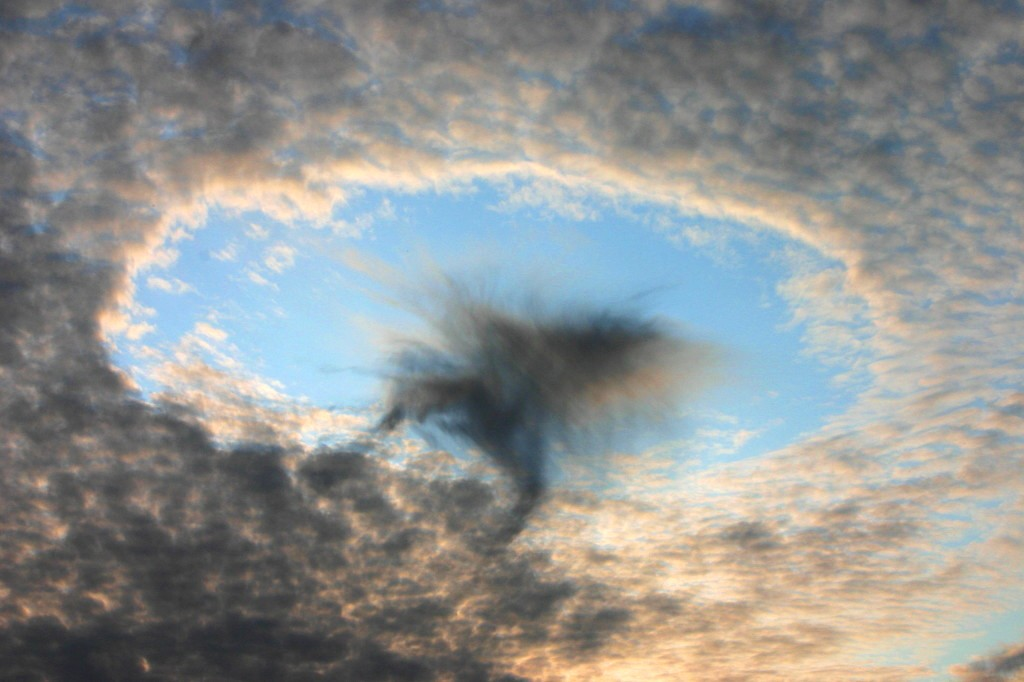
Altocumulus stratiformis translucidus lacunosus
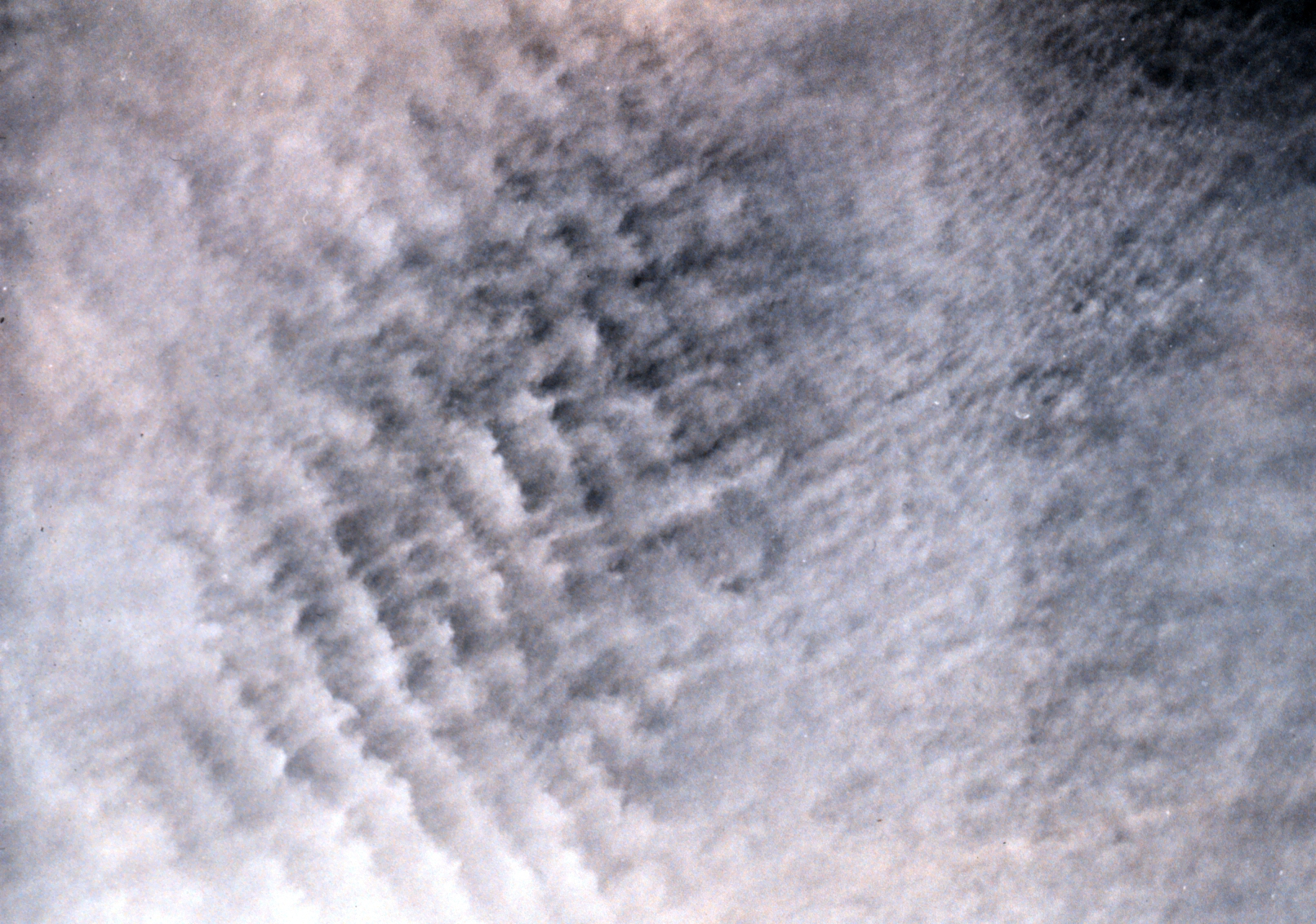
Altocumulus stratiformis translucidus undulatus
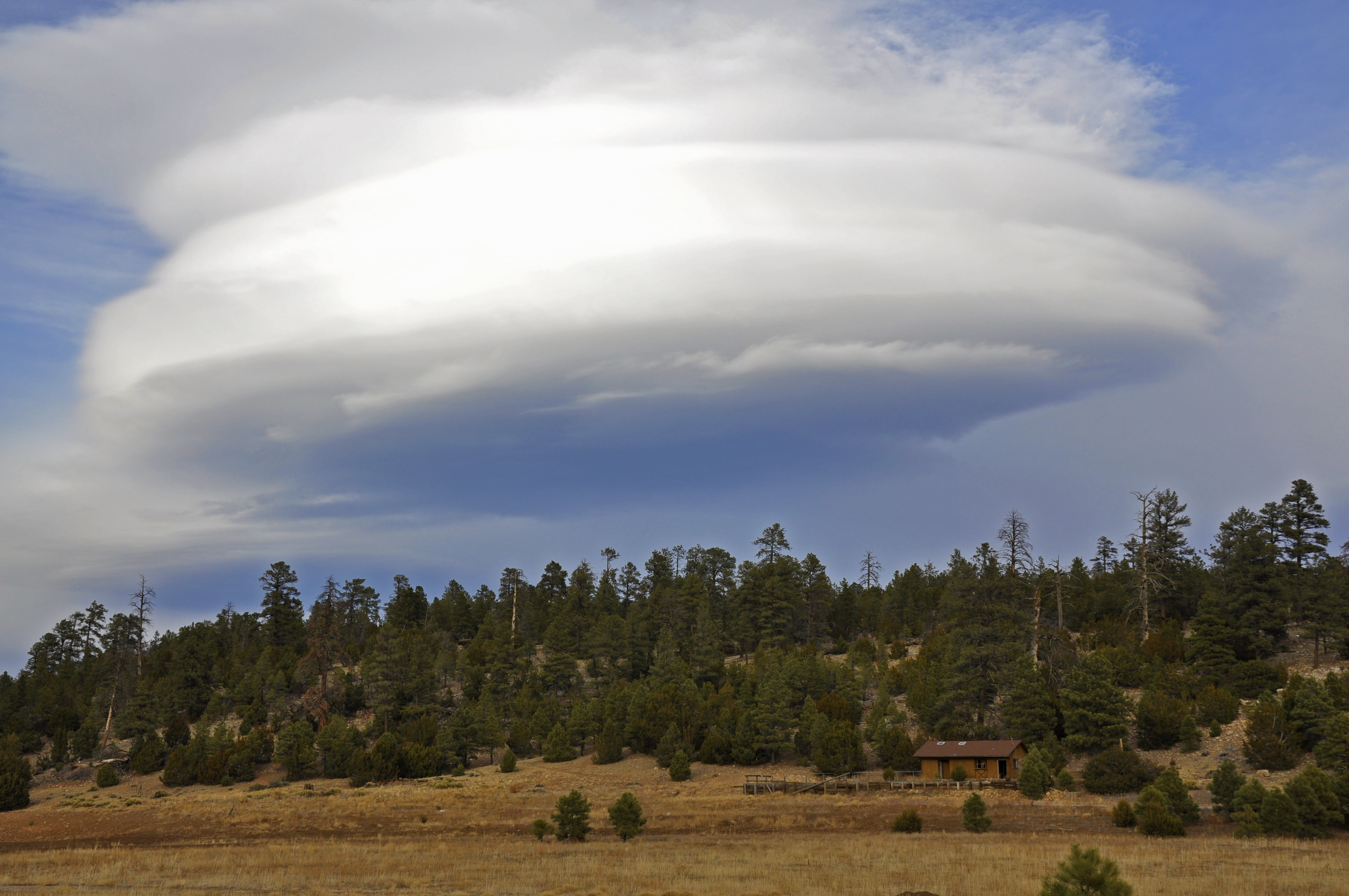
Altocumulus lenticularis duplicatus
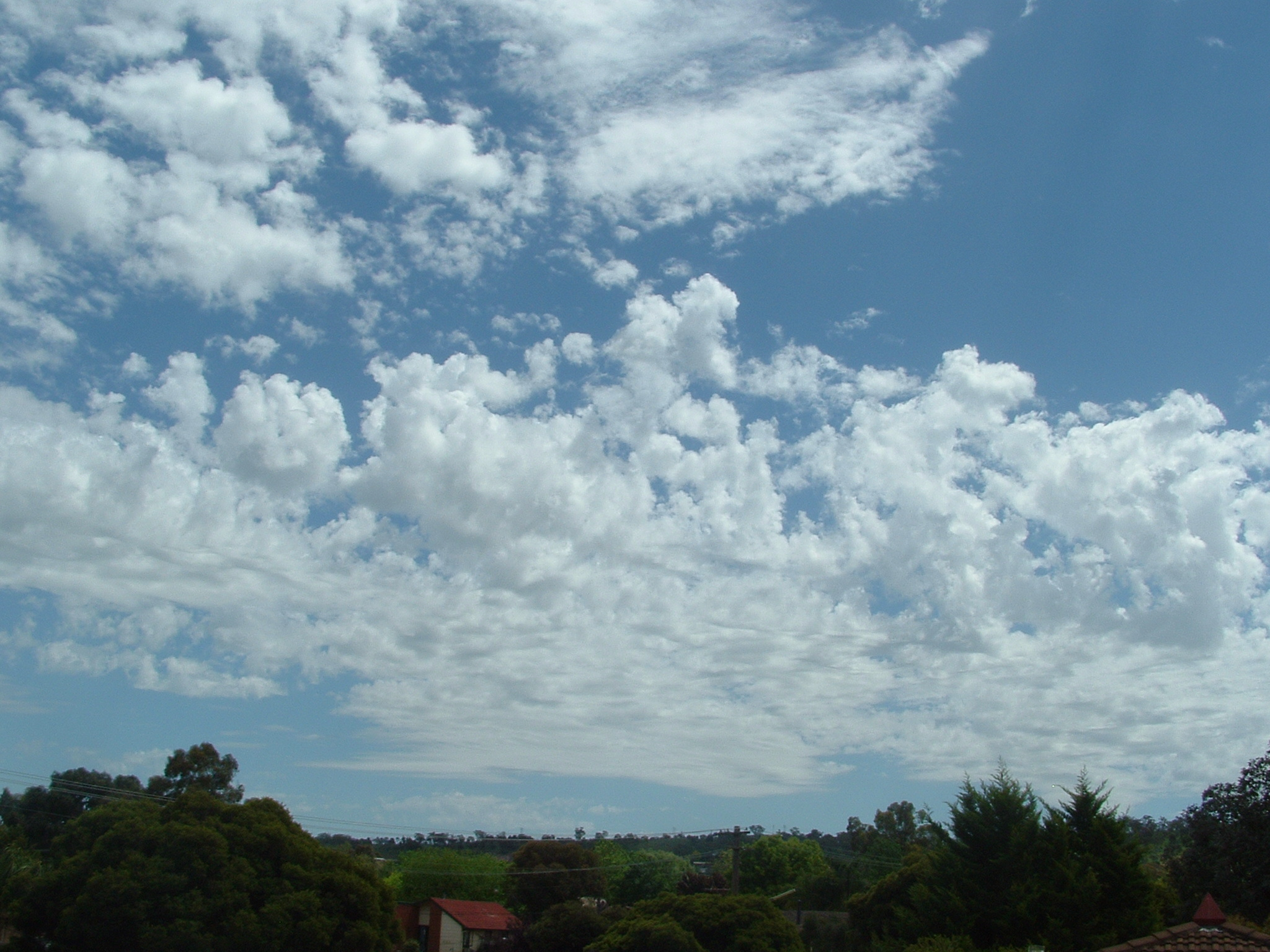
Altocumulus castellanus
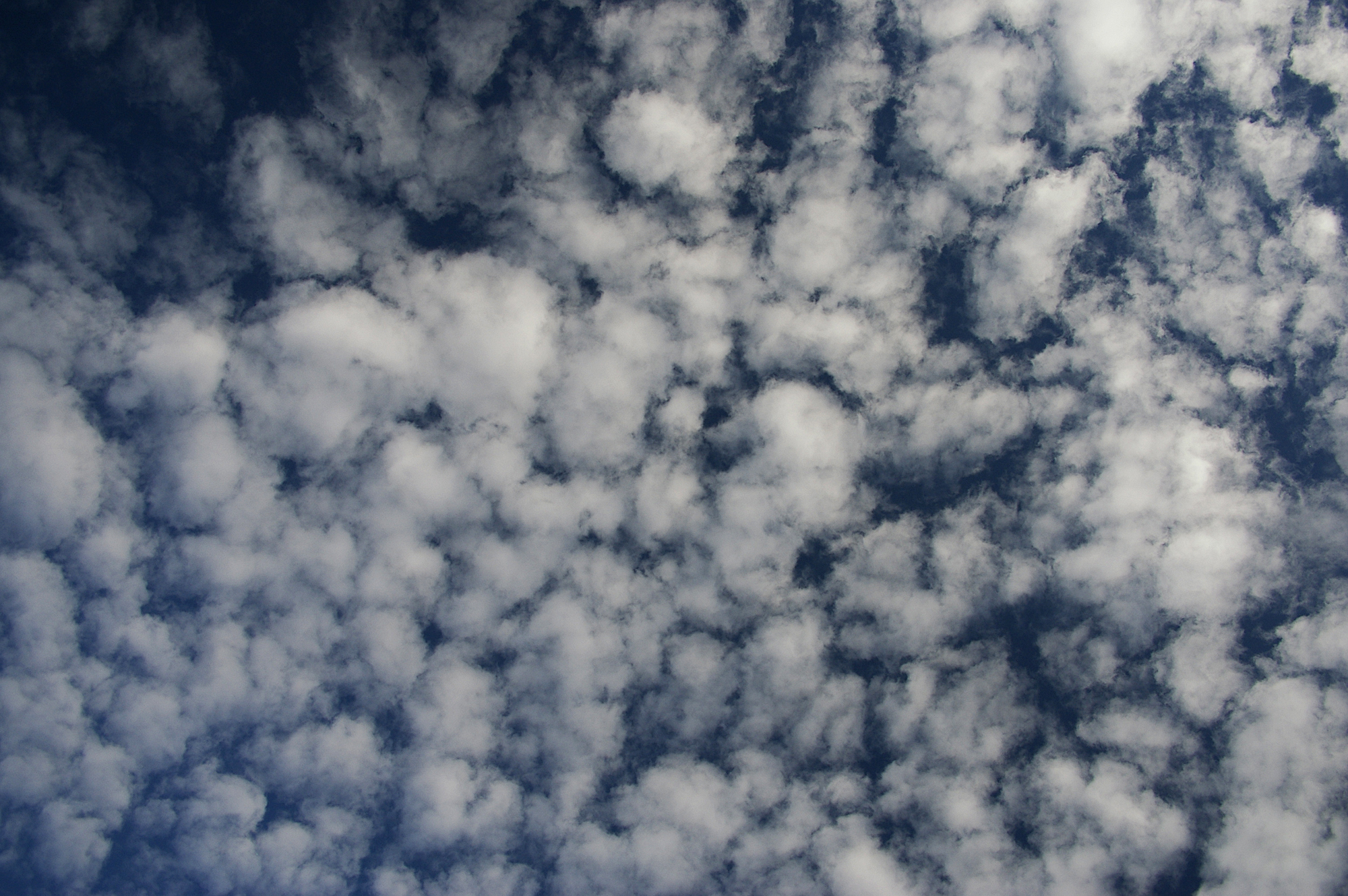
Altocumulus floccus